# (20743) 2000 AR6
2000 أي أر 6 (ويعرف أيضًا باسم (20743) 2000 أي أر 6 وفق تسمية الكوكب الصغير) (بالإنجليزية: 2000 AR6)‏ هو كويكب ضمن حزام الكويكبات؛ وترتيبه 20743 من حيث الاكتشاف.
اكتُشف هذا الجُرم الفلكي بواسطة بحث لنكولن عن الكويكبات القريبة من الأرض في 2 يناير 2000.

## وصلات خارجية
- (20743) 2000 AR6 في قاعدة بيانات مختبر الدفع النفاث لأجرام النظام الشمسي الصغيرة

- الاكتشاف · مخطط المدار ·  العناصر المدارية · المعلمات المادية

- (20743) 2000 AR6 على موقع ويكي سكاي: DSS2, SDSS, GALEX, IRAS, Hydrogen α, X-Ray, Astrophoto, Sky Map, Articles and images